# Riuet del Port d'Erta
El riuet del Port d'Erta, és un petit riu dels antics termes de Benés i Malpàs, tots dos de l'Alta Ribagorça, però actualment adscrits el primer al municipi ribagorçà del Pont de Suert i el segon al pallarès de Sarroca de Bellera. Neix en el de Benés, després entra en el de Malpàs, tot seguit torna a entrar en el de Benés, i finalment retorna al de Malpàs, ja en el seu tram final.
El barranc es forma a prop i al sud del Port d'Erta, a 2.429 m. alt., i davalla cap al sud-oest deixant a llevant la Pica de Cerví i la Roca del Port, i al cap de poc deixa l'antic terme de Benés per tal d'entrar en el de Malpàs, just on hi ha lo Salt d'Aigua. Continua davallant en la mateixa direcció, i rep aviat per l'esquerra el barranc d'Esterrador, troba la Cabana de Corelles, i rep, ara per la dreta, el barranc de la Font del Boix, i per l'esquerra el de Comagiters, que prèviament ha recollir la Canal de Puiolo. Al cap de poc passa per sota i a ponent del poble d'Erta, i de seguida torna a entrar en terme de Benés.
Rep per l'esquerra el Canal de Torrompregó al cap de poc, i s'adreça al poble de Sas, que deixa a dalt i a llevant. Just després rep per l'esquerra el barranc de Coll de Sas, i per la dreta, el del Pago, i altre cop per l'esquerra el de les Saletnes, després del qual reingressa en terres de Malpàs.
Ja dins de l'antic terme de Malpàs, rep per l'esquerra el barranc de la Llau dels Forats, i per la dreta el de la Borda del Martí, i arriba al lloc on hi hagué l'Hostalet de Massivert, que és on es transforma en el barranc de Massivert, a llevant d'aquest lloc, al capdavall del Prat de la Font. El poble de Massivert és al sud-est d'aquest lloc, en una posició més enlairada.